# جون إف. غريدي
جون إف. غريدي (بالإنجليزية: John Francis Grady)‏ هو قاضي ومحامي أمريكي، ولد في 23 مايو 1929 في شيكاغو في الولايات المتحدة.